# 七星アリス
七星 アリス（ななせ アリス、2001年8月17日 - ）は、日本の女性プロレスラー。東京都世田谷区出身。神奈川県相模原市在住。元スターダム所属。血液型A型。

## 所属
- スターダム（2016年 - 2017年）

## 来歴
2015年
- 7期生としてスターダム入門。

2016年
- 5月17日、リングネームが七星アリスに決まる。
- 5月29日、新木場1stRING大会にて渡辺桃相手にデビュー戦、蒼魔刀で敗れる。

2017年
- 欠場中にスターダムの公式サイトからプロフィールが削除され退団した模様。公式発表はなし。その後 表立った活動はしていない。

## 人物
- かなり体が柔らかく、無理な体勢からもキックアウトすることが多々ある。
- 2016年のスターダム新人賞を受賞。

## 得意技
- ブロックバスター

## タイトル歴
スターダム
- ルーキー・オブ・スターダム 優勝（2016年）

## 入場曲
- ドラゴンナイト（SEKAI NO OWARI）